# Polina Smolova
Polina Petrovna Smolova (Wit-Russisch: Паліна Смолава; Russisch: Полина Петровна Смолова) (Minsk, 3 september 1980) is een Wit-Russische zangeres.

## Biografie
In 2005 deed Smolova een poging om Wit-Rusland te vertegenwoordigen op het Eurovisiesongfestival 2005. In de nationale finale werd ze met het lied Smile tweede, achter Angelika Agoerbasj, die met de winst aan de haal ging.
Dezelfde zomer deed Smolova mee aan de Slavianski Bazaar, waar zij de Grand Prix won.
In 2006 won ze met het lied Mum de nationale finale en reisde ze voor Wit-Rusland naar Athene af voor deelname aan de halve finale van het Eurovisiesongfestival 2006. Smolova kreeg in deze halve finale echter slechts 10 punten en werd daarmee voorlaatste, tot nu toe de slechtste prestatie voor Wit-Rusland in de geschiedenis van het Songfestival.
Twee jaar later, in 2008, verhuisde Smolova naar Moskou, Rusland, om daar verder te werken aan haar carrière.
In 2012 deed Smolova weer een gooi naar deelname aan het Eurovisiesongfestival, ditmaal in Rusland. Ze werd met haar liedje Michael zevende in de nationale finale.
2004: Aleksandra & Konstantin · 
2005: Angelika Agoerbasj · 
2006: Polina Smolova · 
2007: Dmitri Koldoen · 
2008: Roeslan Alechno · 
2009: Pjotr Elfimov · 
2010: 3+2 · 
2011: Anastasia Vinnikova · 
2012: Litesound · 
2013: Aljona Lanskaja · 
2014: Teo · 
2015: Uzari & Maimuna · 
2016: Ivan · 
2017: Navi · 
2018: Alekseev · 
2019: ZENA
- International Standard Name Identifier: 0000 0004 6243 4082
- MusicBrainz: 37009c3a-c38f-43af-a3c9-8858ed38d17e
- Virtual International Authority File: 2330154260511424480008